# Magic Moments
«Magic Moments» (с англ. — «Волшебные мгновения») — популярная песня с музыкой Берта Бакарака и словами Хэла Дэвида, одна из первых композиций этого тандема. Песня была опубликована в 1957 году.
Самая успешная хит-версия песни была записана Перри Комо в 1957 году и стала хитом в начале 1958 года. Продюсером этой записи был Джо Райзман. Позицию в чартах США трудно отследить точно из-за большого количества чартов, используемых в журнале Billboard. Песня также стала хитом в Италии в 1958 году, в то время как в Великобритании она провела восемь недель под номером один в чарте UK Singles Chart, став крупнейшим песней-хитом Комо. Менее успешная в Великобритании кавер-версия была записана Ронни Хилтон и достигли № 22 в чарте Великобритании в 1958 году.

## Другие кавер-версии
Аманда Лир записала эту песню для своего мини-альбома 1985 года A L.
Синти-поп дуэт Erasure записал песню для своего альбома 1997 года Cowboy. Их версия звучит в фильме Клайва Баркера Повелитель иллюзий, в качестве фоновой музыки для магического собрания.

## В поп-культуре
Magic Moments — это также название телевизионного фильма BBC «Пэт и Маргарет», выполненному в стиле шоу Surprise, Surprise.
Песня была использована в рекламном ролике Quality Street, кондитерского бренда Великобритании в 1980-х годах и продолжает использоваться ежегодно для анонсов рождественской рекламы.
Песня также иногда исполнялась болельщиками регбийного клуба Ulster Rugby на выездных матчах, особенно после «волшебных моментов» игры.
Версия Перри Комо звучит в фильме Страх и ненависть в Лас-Вегасе (1998), когда Рауль приезжает в отель в Вегасе, в котором находится Доктор Гонзо. Кратковременно песня звучит в фильмах Догма (1999), Полицейская Академия (1984), Любовь с уведомлением (2002), Бриджит Джонс: Грани разумного (2004), Автостопом по Галактике (2005) и 3-й серии первого сезона сериала BBC 2012 года Вызовите акушерку, сюжет которой происходит в 1957 году.
Название дебютного мини-альбома синти-поп дуэта Soft Cell Mutant Moments (1980) было навеяно данной песней; то же самое относится и к пластинке-сиквелу Magick Mutants (2019).